# Badroune
 (mai 2022).
La mise en forme du texte ne suit pas les recommandations de Wikipédia : il faut le « wikifier ».
Les points d'amélioration suivants sont les cas les plus fréquents. Le détail des points à revoir est peut-être précisé sur la page de discussion.
- Les titres sont pré-formatés par le logiciel. Ils ne sont ni en capitales, ni en gras.
- Le texte ne doit pas être écrit en capitales (les noms de famille non plus), ni en gras, ni en italique, ni en « petit »…
- Le gras n'est utilisé que pour surligner le titre de l'article dans l'introduction, une seule fois.
- L'italique est rarement utilisé : mots en langue étrangère, titres d'œuvres, noms de bateaux, etc.
- Les citations ne sont pas en italique mais en corps de texte normal. Elles sont entourées par des guillemets français : « et ».
- Les listes à puces sont à éviter, des paragraphes rédigés étant largement préférés. Les tableaux sont à réserver à la présentation de données structurées (résultats, etc.).
- Les appels de note de bas de page (petits chiffres en exposant, introduits par l'outil «  Source ») sont à placer entre la fin de phrase et le point final[comme ça].
- Les liens internes (vers d'autres articles de Wikipédia) sont à choisir avec parcimonie. Créez des liens vers des articles approfondissant le sujet. Les termes génériques sans rapport avec le sujet sont à éviter, ainsi que les répétitions de liens vers un même terme.
- Les liens externes sont à placer uniquement dans une section « Liens externes », à la fin de l'article. Ces liens sont à choisir avec parcimonie suivant les règles définies. Si un lien sert de source à l'article, son insertion dans le texte est à faire par les notes de bas de page.
- La présentation des références doit suivre les conventions bibliographiques. Il est recommandé d'utiliser les modèles {{Ouvrage}}, {{Chapitre}}, {{Article}}, {{Lien web}} et/ou {{Bibliographie}}. Le mode d'édition visuel peut mettre en forme automatiquement les références.
- Insérer une infobox (cadre d'informations à droite) n'est pas obligatoire pour parachever la mise en page.

Pour une aide détaillée, merci de consulter Aide:Wikification.
Si vous pensez que ces points ont été résolus, vous pouvez retirer ce bandeau et améliorer la mise en forme d'un autre article.
Le badroune ou badroun (de l’arabe : Badrun بدرون) est un vêtement traditionnel nuptial féminin typiquement algérien, originaire de la ville d'Alger, un des sept vêtements que les algéroises portent le jour de leur mariage, aujourd'hui porté par toutes les mariées algériennes pour clore la tasdira (le défilé des sept robes de la mariée algérienne).

## Description
Le modèle traditionnel de cette tenue algéroise est très imposant par ses mètres de tissu (satin, brocart, velours). Il n’existait pas encore de nombreuses possibilités de le porter car ils se ressemblaient tous à peu près. Même les couleurs étaient plus ou moins les mêmes, du blanc ou du beige doré, du rose dans de très rares cas, toujours orné de broderies algériennes : fetla algéroise, fetla bonoise, madjboud, kentir, hardj...etc.
Sa particularité est qu’il est fait d’une robe unie qui se termine en bas comme un « serouel chelka » (sarouel algérois en forme de jupe crayon se terminant par une fermeture à l'extrémité), parfois même en « saoual mdawar » (sarouel bouffon). Ce dernier peut être porté avec une veste algérienne telle que : le karakou, la ghlila, la frimla, le burnous, le caftan(appelé caftan el Bey quand il est porté avec celui-ci ou un sarouel algérien)… etc.
Très souvent porté avec khit errih, diadème, ou plus traditionnellement, la chedda âasimiya, qui est la version algéroise de la chedda de Tlemcen, de mostaganem, ou encore celle d'oran.  On y retrouve les râaech(fleurs en or symbolisant ledjnan, ou le jardin), ettayr lemhadjar (l’oiseau en or, représentant le mari), khit errouh et divers bijoux frontaux algériens.
De nos jours, plusieurs stylistes contemporains s’attachent à revisiter le badroune en le modernisant à travers des coupes et des associations plus actuelles. Ce vêtement, autrefois porté lors des grandes occasions, connaît ainsi une nouvelle vie dans la mode contemporaine. Il est désormais porté avec des hauts modernes tels que des chemises ou des tops minimalistes, et peut être intégré à des tenues féminines de style fusion. Lors du Festival de Cannes 2025, la chanteuse britannique Ellie Goulding a attiré l’attention en arborant une tenue de soirée directement inspirée du badroune, illustrant l’influence croissante du patrimoine vestimentaire algérien dans la haute couture internationale.

## Historique
Le Badroune est apparu au XXe siècle, comme une mutation du Sarouel dziri fusionné aux robes moulantes occidentales devenues à la mode au même siècle, en Europe et aux États-Unis
Devenu vêtement nuptial que les jeunes algéroises, puis toutes les algériennes, portaient pour célébrer leurs mariages selon la tradition du pays. Dans le but de emplacer la robe blanche européenne lors de la période coloniale française et redevient à la mode au XXIe siècle, récupérant sa place historique dans la tasdira, en guise de robe de fermeture de la cérémonie.